# Lermontovski Prospekt
Lermontovski Prospekt (Russisch: Лермонтовский проспект) is een station aan de Tagansko-Krasnopresnenskaja-lijn van de Moskouse metro. Het station is op 9 november 2013 geopend en biedt sinds 3 juni 2019 de mogelijkheid om over te stappen op de Nekrasovskaja-lijn.

## Geschiedenis
Op 19 februari 1999 werd een voorstel gedaan voor vijf zogeheten lichte metrolijnen vanaf bestaande eindpunten binnen de MKAD naar wijken buiten die ringweg. De Zjoelebinskaja-lijn als zuidoostelijke aansluiting op de Tagansko-Krasnopresnenskaja-lijn was onderdeel van het project. Behalve de L1, de huidige lijn 12, werd de lichte metro geschrapt ten gunste van verlengingen van de bestaande lijnen en in augustus 2010 lag er een voorstel om de lijn vanaf Vychino met twee stations buiten de MKAD, Pronskaja en Zjoelebino, te verlengen. In februari 2011 werd Pronskaja door de burgemeester omgedoopt in Lermontovski Prospekt, als locatie werd het kruispunt van de gelijknamige laan met de Chvalynski boulevard aangewezen en Zjoelebino werd onder de Generaal Koeznetsovstraat bij de Tarchanskajastraat gebouwd. Het plan was om de verlenging in september 2013 te openen maar door hydrologische problemen werd ze pas op 9 november 2013 geopend.

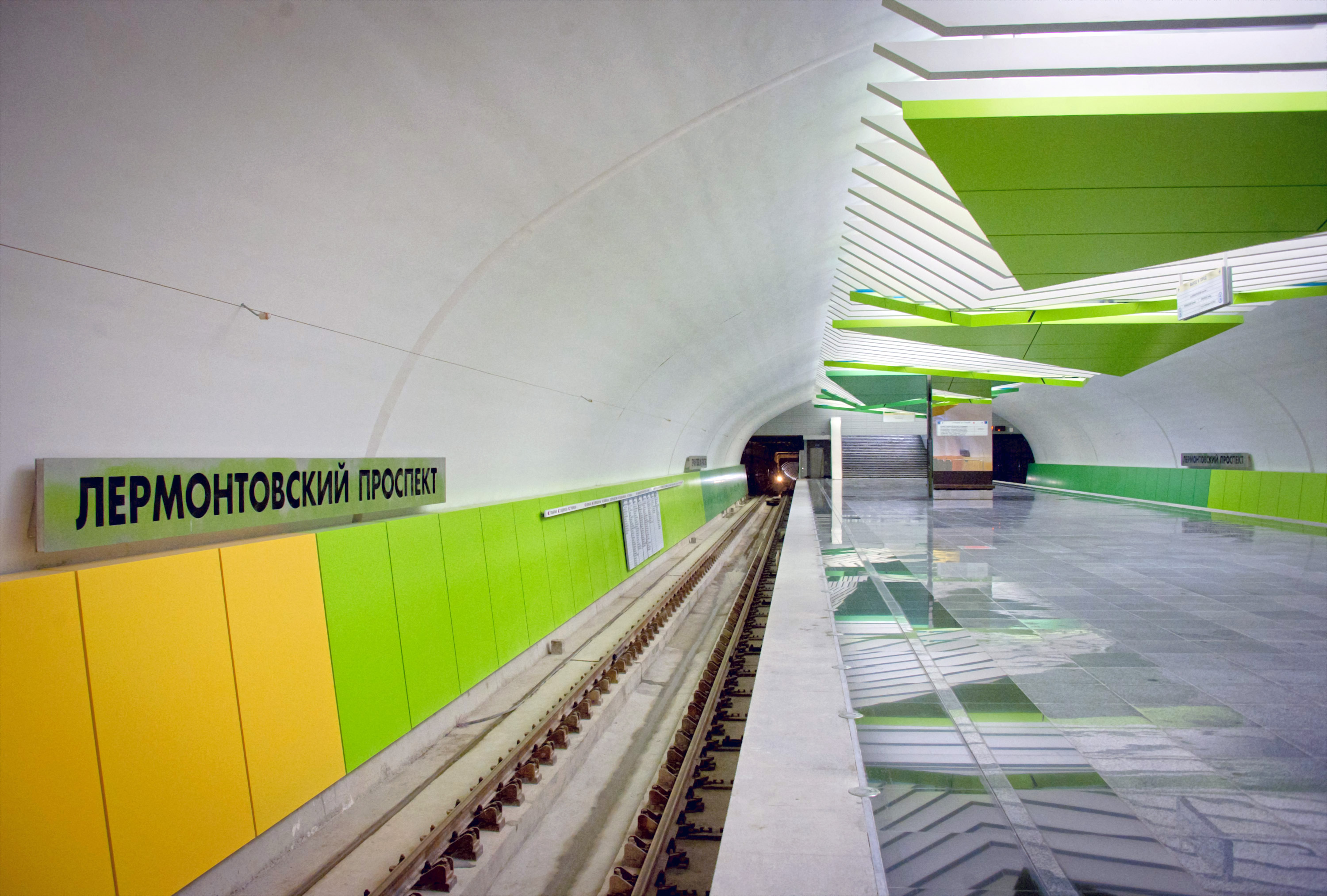
Het oosteinde van het perron
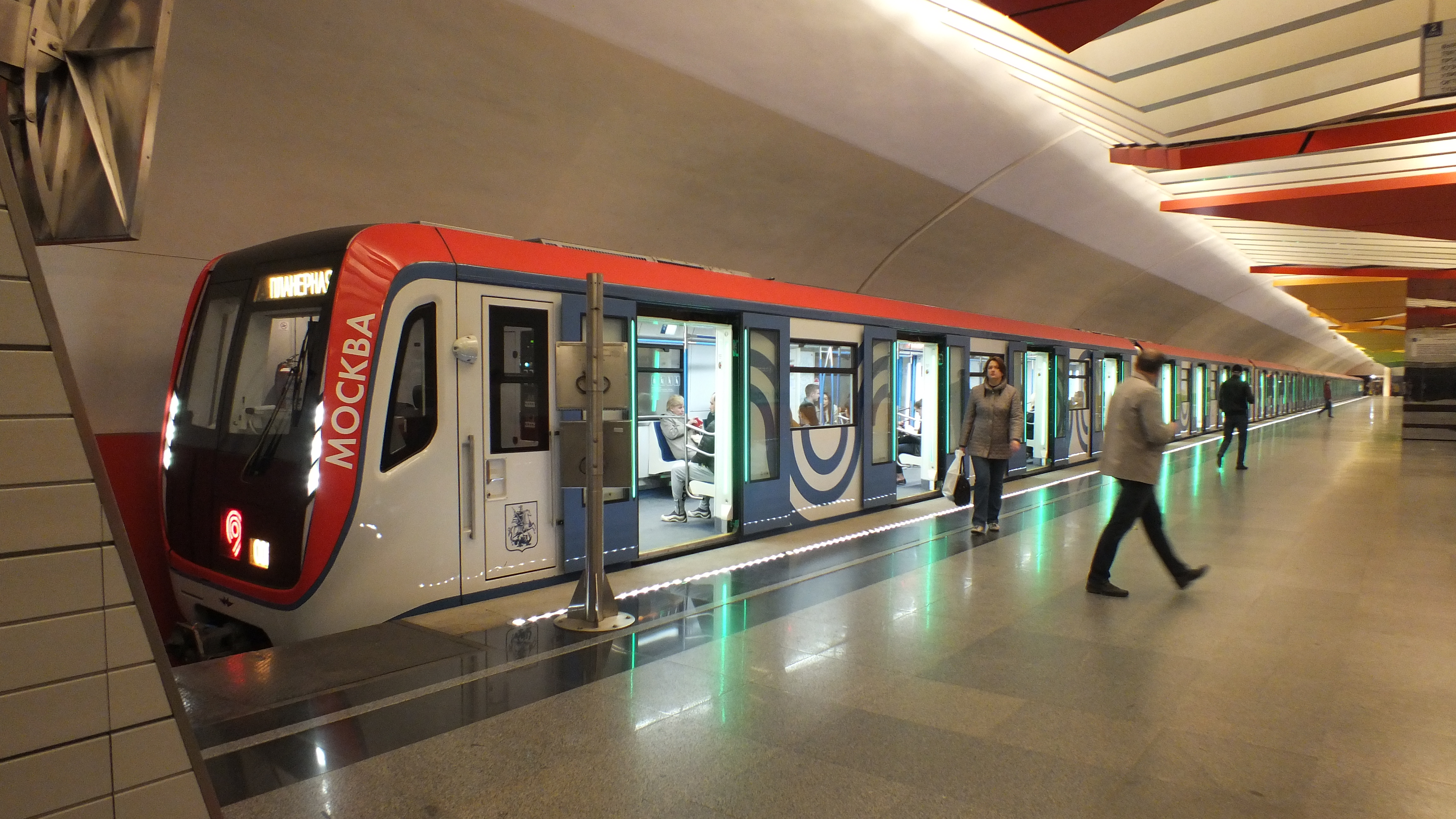
De metro richting centrum langs het perron
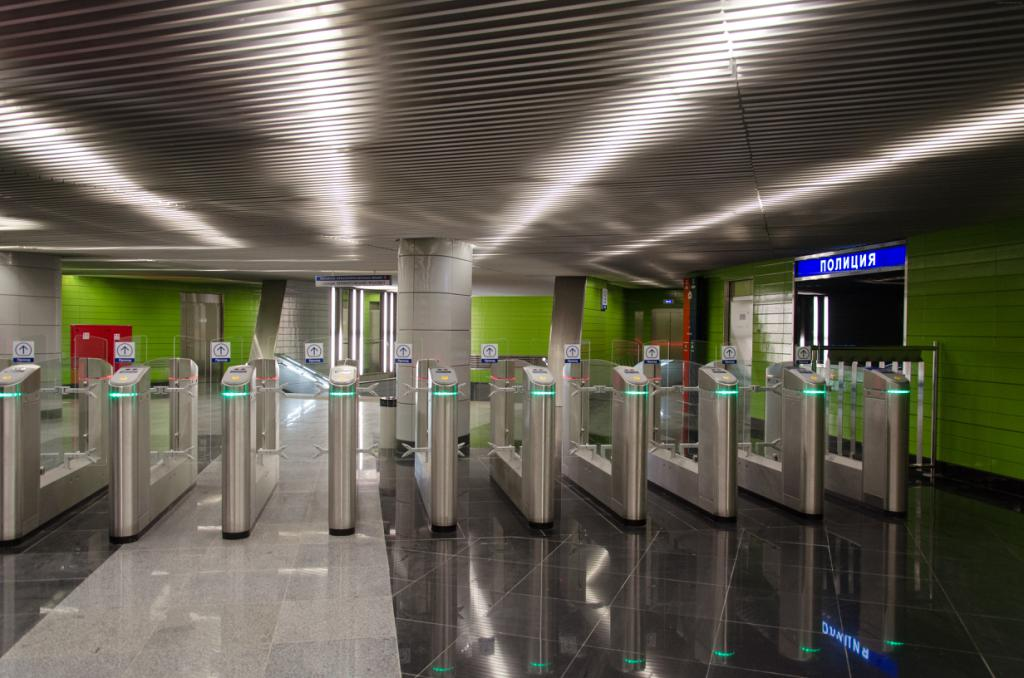
De poortjes in de verdeelhal

## Aanleg
Ondanks voorafgaand geologisch onderzoek brak op 26 juni 2013 het grondwater tussen Lermontovski Prospekt en Vychino door in de tunnel. Volgens het hoofd metrobouw, Dmitri Dorfejev, liep er veel meer water uit het voormalige Kosinomoeras rond de tunnel dan wat het geologisch onderzoek had voorspeld. De metrobouwers konden op tijd wegkomen zonder dat er slachtoffers vielen, de tunnelbuizen verschoven over een afstand van 80 meter zodanig dat ze buiten de veilige marges kwamen. Om schade aan de rest van de tunnels te voorkomen werden de tunnels aan beide zijden van de verschuiving met beton afgesloten. In augustus 2013 werd het station voltooid net als de toegangen aan de zuidkant van de oostelijke verdeelhal. Het station is een enkelgewelfdstation op geringe diepte. De architecten brachten boven het perron balken aan met daartussen de verlichting. Het station is opgesierd met panelen in diverse tinten van groen in het oosten via geel en oranje tot rood in het westen. In september 2013 werd de verlenging opgeleverd en werd met proefritten begonnen. Volgens het destijds gehanteerde schema zou het station op 6 november 2013 door de burgemeester worden geopend. 's ochtends kreeg de openingstrein echter pech en werd de opening uitgesteld. Uiteindelijke werd de verlenging van Vychino naar Zjoelebino op 9 november 2013 geopend.

## Reizigersverkeer
De eerste trein in zuidelijke richting vertrekt om 5:58 uur, behalve op even dagen door de week, dan is het vertrek 1 minuut eerder. Richting het centrum wordt op even dagen door de week om 5:45 uur en in het weekeinde om 5:42 uur met de dienst begonnen. Op oneven dagen is dit respectievelijk 5:46 uur en 5:44 uur. Van 28 oktober tot 3 november 2017 en 6 tot 9 april 2019 was het station voor reizigers gesloten in verband met de aanleg van de tunnel voor de Nekrasovskaja-lijn onder de tunnel van de Tagansko-Krasnopresnenskaja-lijn. In de eerste week van januari 2019 was het baanvak ten zuiden van Vychino zelfs helemaal buitenbedrijf in verband met de aansluiting van een verbindingsspoor tussen beide lijnen halverwege Vychino en Lermontovski Prospekt.